# Sofronie al III-lea al Constantinopolului
Sofronie al III-lea (în greacă Σωφρόνιος Γ΄, transliterat: Sofronios 3), pe numele real Stavros Meidantzoglou (în greacă Σταύρος Μεϊδαντζόγλου), (n. 1798, Constantinopol, Imperiul Otoman – d. 3 septembrie 1899, Alexandria, Kedivatul Egiptului⁠(d)) a fost un cleric ortodox grec care a îndeplinit funcția de patriarh al Constantinopolului (1863-1866) și apoi pe cea de patriarh al Alexandriei (1870-1899), sub numele Sofronie al IV-lea.

## Biografie

### Formarea teologică și primele funcții episcopale
S-a născut la Constantinopol între anii 1798 și 1802. Provenea dintr-o familie bogată. A studiat artele plastice la Școala Ortodoxă Greacă din Fanar. În tinerețe avea o voce puternică și plăcută și era considerat un bun cunoscător al cântării bisericești. În 1820 a fost tuns în monahism sub numele Sofronie și a fost hirotonit diacon. În 1839 a fost ales mitropolit al Chiosului, fiind mai întâi hirotonit preot și abia apoi episcop. În 1855 a devenit mitropolitul Amasiei.

### Patriarh al Constantinopolului
La 20 septembrie/2 octombrie 1863, după demisia lui Ioachim al II-lea, a fost ales patriarh ecumenic al Constantinopolului cu numele Sofronie al III-lea.
În perioada patriarhatului lui Sofronie a avut loc secularizarea averilor mănăstirești din Principatele Unite Române (decembrie 1863), când domnitorul Alexandru Ioan Cuza a confiscat toate proprietățile funciare din România ale Patriarhiei Ecumenice, ale Mănăstirii Sfânta Ecaterina din Muntele Sinai și ale mănăstirilor de la Muntele Athos și a separat Biserica Ortodoxă Română de Patriarhia Ecumenică. În anul 1865 Patriarhia Constantinopolului a acordat Bisericii Ortodoxe a Greciei jurisdicția asupra mitropoliilor de pe Insulele Ionice, care fuseseră retrocedate Greciei în anul 1864.
În 1866 Sofronie a fost implicat într-o dispută între arhiepiscopul Chiril al Sinaiului și călugării aflați în jurisdicția sa. În încercarea de a strânge sprijin pentru cauza sa, Chiril i-a scris patriarhului Constantinopolului și nu patriarhului Ierusalimului, care îl numea în mod tradițional pe arhiepiscopul Sinaiului. Sofronie l-a sprijinit pe Chiril împotriva călugărilor săi, dar patriarhul Ierusalimului, Chiril al II-lea, a fost nemulțumit de această intervenție a Constantinopolului în problemele bisericești din Sinai, acuzând interferența necanonică și desconsiderarea autorității sale de către patriarhul ecumenic și solicitând organizarea unui sinod. Episcopii l-au sprijinit pe patriarhul Chiril al II-lea și l-au demis pe arhiepiscopul Chiril al Sinaiului.
Interferența lui Sofronie în treburile bisericești din Sinai și modul moderat de acțiune al patriarhului în conflictul bisericesc bulgaro-grec au determinat contestarea autorității sale patriarhale. În consecință, patriarhul Sofronie a demisionat la 4/16 decembrie 1866 și s-a retras la reședința sa de pe insulele Principilor, unde a rămas până în 1870.

### Patriarh al Alexandriei
La 19 martie 1869 patriarhul Nicanor al Alexandriei (1866-1869) a demisionat la cererea Patriarhiei Ecumenice a Constantinopolului, a autorităților egiptene și a comunității ortodoxe din Egipt în urma deteriorării sănătății sale și a unor conflicte interne cauzate de numirea unui succesor pentru tronul patriarhal; el a murit la 25 decembrie 1869. Existau atunci mai mulți succesori potențiali la tronul patriarhal al Alexandriei, iar alegerea noului patriarh a provocat revoltă în oraș.
Fostul patriarh Sofronie a fost considerat un candidat de compromis și a fost ales la 30 mai/11 iunie 1870 în funcția de patriarh al Alexandriei, sub numele de Sofronie al IV-lea. În septembrie 1872 patriarhul Sofronie al IV-lea a participat la Sinodul de la Constantinopol, care a condamnat ca schismatic Exarhatul Bulgar (azi Biserica Ortodoxă Bulgară) care, la 11/23 mai 1872, își declarase unilateral autocefalia în baza firmanului („decretului”) din 28 februarie/11 martie 1870 al sultanului otoman Abdul-Aziz. În 1874 a elaborat un nou statut al Bisericii Ortodoxe a Alexandriei pe care l-a prezentat guvernului egiptean, care însă nu l-a aprobat. Potrivit statutului, patriarhul urma a fi ales de reprezentanții tuturor comunităților ortodoxe din Egipt, de sindicatele din Cairo și Alexandria și de intelectualii greci din Egipt (teologi, medici, avocați).
În cea de-a doua jumătate a secolului al XIX-lea Egiptul și-a pierdut rapid independența economică din cauza guvernării slabe a moștenitorilor pașei Muhammad Ali și a devenit o semicolonie a puterilor europene. Evoluția economică a țării (construirea de drumuri și canale, înființarea unor diverse întreprinderi, dezvoltarea comerțului exterior) a determinat o imigrație europeană, iar imigranții au început să acapareze sectoare economice importante. Stăpânirea străină a cauzat o creștere a naționalismului egiptean, care a culminat cu răscoala arabă din 1882. Patriarhul Sofronie și clerul ortodox au părăsit Egiptul, iar în Cairo și Alexandria au rămas doar doi preoți, care au trecut prin grele încercări în timpul rebeliunii arabe. Revolta a fost înăbușită prin bombardarea Alexandriei cu artilerie de către flota engleză, după care Egiptul a trecut sub protectorat britanic. În acei ani, Biserica Ortodoxă a Alexandriei a ocupat un loc modest în viața Egiptului: în anul 1884 funcționau doar 30 de biserici și 4 capele, dar pe măsură ce populația ortodoxă a crescut au fost construite noi biserici, inclusiv în Egiptul de Sus și în Sudan. În 1888 a fost fondată o biserică ortodoxă în orașul egiptean Port Said.
Meritele patriarhului Sofronie au fost considerabile. Mai întâi de toate, el a pacificat Biserica Ortodoxă a Alexandriei, iar autoritatea și influența de care se bucura în rândul grecilor l-au făcut să devină o persoană respectată în Egipt. La sfârșitul secolului al XIX-lea comunitățile ortodoxe au jucat un rol mai semnificativ în economia și cultura Egiptului decât în secolele anterioare. Perioada patriarhatului lui Sofronie a fost pătată totuși de alungarea nedreaptă din scaun a reprezentantului patriarhal la Cairo, mitropolitul Nectarie Kefalas de Pentapolis (1889-1891), pe care Patriarhia Constantinopolului l-a canonizat în 1961.
Sofronie a rămas patriarh al Alexandriei până la moartea sa, care a avut loc la 22 august/3 septembrie 1899, când ierarhul avea aproximativ 100 de ani. Osemintele sale se află acum într-un relicvariu de marmură din Biserica „Sf. Gheorghe” din Cairo.

## Legături externe
- Biografia sa pe situl Patriarhiei Ecumenice
- Biografia sa pe situl Patriarhiei Alexandriei

| Funcții religioase            | Funcții religioase                                 | Funcții religioase          |
| ----------------------------- | -------------------------------------------------- | --------------------------- |
| Predecesor: Cozma             | Mitropolit de Chios 1839-1855                      | Succesor: Grigore           |
| Predecesor: Chiril            | Mitropolit de Amaseia 1855-1863                    | Succesor: necunoscut        |
| Predecesor: Ioachim al II-lea | Patriarh ecumenic al Constantinopolului 1863-1866  | Succesor: Grigore al VI-lea |
| Predecesor: Nicanor I         | Patriarhul Alexandriei și a toată Africa 1870-1899 | Succesor: Fotie I           |